# Volta ao Alentejo
Die Volta ao Alentejo, zu Deutsch Rundfahrt im Alentejo, ist ein portugiesisches Straßenradrennen in der portugiesischen Region Alentejo. Das erste Rennen der Volta ao Alentejo im Jahr 1983 gewann der Portugiese Paulo Ferreira. 2005 klassifizierte die UCI das meist zwischen April und Juni stattfindende Etappenrennen in die Kategorie 2.1. Von 2010 bis 2016 gehörte es nur noch der Kategorie 2.2 an. 2017 wurde es wieder in der Kategorie 2.1 klassiert.

## Palmarès
| Jahr | Sieger                         | Zweiter                  | Dritter                         |          |
| ---- | ------------------------------ | ------------------------ | ------------------------------- | -------- |
| 1983 | Paulo Ferreira                 | Manuel Zeferino          | Alexandre Manuel Costa Ruas     |          |
| 1984 | Marco Chagas                   | Eduardo Correia          | Firmino Bernardino              |          |
| 1985 | Adelino Teixeira               | Manuel Cunha             | José Xavier                     |          |
| 1986 | Manuel Zeferino                | Paulo Ferreira           | Carlos Marta                    |          |
| 1987 | Joachim Salgado                | José Xavier              | Manuel De Sa Neves              |          |
| 1988 | Joaquim Gomes                  | Jorge Silva              | Marco Chagas                    |          |
| 1989 | Fernando Carvalho              | Marco Chagas             | José Urea                       |          |
| 1990 | José Recio                     | Delmino Pereira          | Eduardo Correia                 |          |
| 1991 | Jesús Blanco Villar            | Paulo Ferreira           | Eduardo Correia                 |          |
| 1992 | António Pinto                  | Oleh Tschuschda          | Manuel Cunha                    |          |
| 1993 | Jorge Silva                    | Juan Martínez Oliver     | Joaquim Andrade                 |          |
| 1994 | Carlos Alberto Carneiro        | Joaquim Sampaio          | Joaquim Gomes                   |          |
| 1995 | Asjat Mansurowitsch Saitow     | Pedro Silva              | Joaquim Andrade                 |          |
| 1996 | Miguel Indurain                | Prudencio Indurain       | David García Markina            |          |
| 1997 | Aitor Garmendia                | Francisco Javier Mauleón | David Cañada                    |          |
| 1998 | Melchor Mauri                  | Vítor Gamito             | César Solaun                    |          |
| 1999 | José Luis Rubiera              | Melchor Mauri            | David Plaza                     |          |
| 2000 | Claus Michael Møller           | Yuriy Surkov             | Ángel Edo                       |          |
| 2001 | László Bodrogi                 | Cândido Barbosa          | Andrei Petrowitsch Sintschenko  |          |
| 2002 | Joaquim Andrade                | David Bernabéu           | Wladimir Alexandrowitsch Karpez |          |
| 2003 | Andrei Petrowitsch Sintschenko | Paulo Ferreira de Moura  | Hugo Sabido                     |          |
| 2004 | Danail Petrow                  | Joaquim Andrade          | Joaquim Sampaio                 |          |
| 2005 | Xavier Tondo                   | Pedro Soeíro             | Sérgio Ribeiro                  |          |
| 2006 | Sérgio Ribeiro                 | Daniel Moreno            | Alexander Jefimkin              |          |
| 2007 | Manuel Vázquez                 | Félix Cárdenas           | Manuel Lloret                   |          |
| 2008 | Héctor Guerra                  | David Blanco             | Jackson Rodríguez               |          |
| 2009 | Maxime Bouet                   | Héctor Guerra            | Witalij Kondrut                 |          |
| 2010 | David Blanco                   | Alejandro Marque         | Fábio Silvestre                 |          |
| 2011 | Evaldas Šiškevičius            | Filipe Cardoso           | Bruno Sancho                    |          |
| 2012 | Alexei Nikolajewitsch Kunschin | Filipe Cardoso           | Samuel Caldeira                 |          |
| 2013 | Jasper Stuyven                 | Chad Haga                | Alejandro Marque                |          |
| 2014 | Carlos Barbero                 | Eduard Prades            | Karel Hník                      |          |
| 2015 | Paweł Bernas                   | Delio Fernández          | James Oram                      |          |
| 2016 | Enric Mas                      | Krister Hagen            | David de la Fuente              |          |
| 2017 | Carlos Barbero                 | Rinaldo Nocentini        | Jasper de Laat                  |          |
| 2018 | Luís Mendonça                  | Ricardo Mestre           | Mark Downey                     |          |
| 2019 | João Rodrigues                 | Luís Mendonça            | Raúl Alarcón                    |          |
| 2020 | abgesagt                       | abgesagt                 | abgesagt                        | abgesagt |
| 2021 | Mauricio Moreira               | José Neves               | Rafael Reis                     |          |
| 2022 | Orluis Aular                   | Xabier Mikel Azparren    | José Neves                      |          |
| 2023 | Orluis Aular                   | Adrián Bustamante        | Alex Molenaar                   |          |
| 2024 | Eduard Prades                  | Francisco Peñuela        | Abner González                  |          |